# Pałac w Brynku
Pałac w Brynku – zabytkowy pałac  w Brynku w powiecie tarnogórskim.
Obiekt wpisany do rejestru zabytków nieruchomych województwa śląskiego jako część zespołu pałacowego, który obejmuje także park z ogrodem botanicznym.

## Historia
Pałac wraz z całym przynależącym do niego zespołem parkowym i ogrodem botanicznym zbudowany został w 1829 roku przez Bernarda von Rosenthala z Wrocławia dla księcia Adolfa zu Hohenlohe-Ingelfingen. W roku 1872 rozbudowany został o skrzydła.
W 1904 r. pałac wraz z okolicznymi dobrami kupił hrabia Hugo II Henckel von Donnersmarck z Siemianowic. Ostatnia przebudowa miała miejsce w roku 1905 według projektu architekta z Wrocławia Karla Grossera, w stylu eklektycznym.
Obecnie w budynku pałacu mieści się internat Zespołu Szkół Leśnych i Ekologicznych im. Stanisława Morawskiego.

## Pałac
Pałac z XIX w. przebudowany w stylu eklektycznym, dwupiętrowy, z tarasem z kamienną balustradą i loggią od południa. Nad portykiem znajdują się dwie jońskie kolumny. Boki korpusu flankują dwie wieże z cebulastymi hełmami. Główne wejście w  portyku. Nad oknem pierwsze pietra kartusz z herbem Hugo II Henckel von Donnersmarck, właściciela od 1904. Powyżej herbu attyka z postaciami przedstawiającymi myśliwego, robotnika, rolnika i rybaka. Dach pałacu mansardowy, wewnątrz mieści się biblioteka z drewnianą boazerią oraz izba pamięci narodowej.
W zachodnim skrzydle znajduje się pałacowa kaplica nakryta cebulastym hełmem z latarnią, połączona z pałacem galerią. W latach PRL-u w kaplicy umiejscowiono sklep. Dopiero w 1991 r. sekularyzowaną kaplicę oddano kościołowi.

## Park i architektura
- Pałac eklektyczny z 1829 r.
- dwa budynki stróżówek z kutymi bramami
- cieplarnia z budynkiem kotłowni i wieżą
- wieża ciśnień z zegarem i przelotową bramą z 1906 r.
- oranżeria z cegły z około 1910 r. na planie litery "H" z wieżą, dziś częściowo administrowana przez Gimnazjum Publiczne
- zabudowania gospodarcze, w tym ujeżdżalnia
- oficyna pałacowa

## Galeria

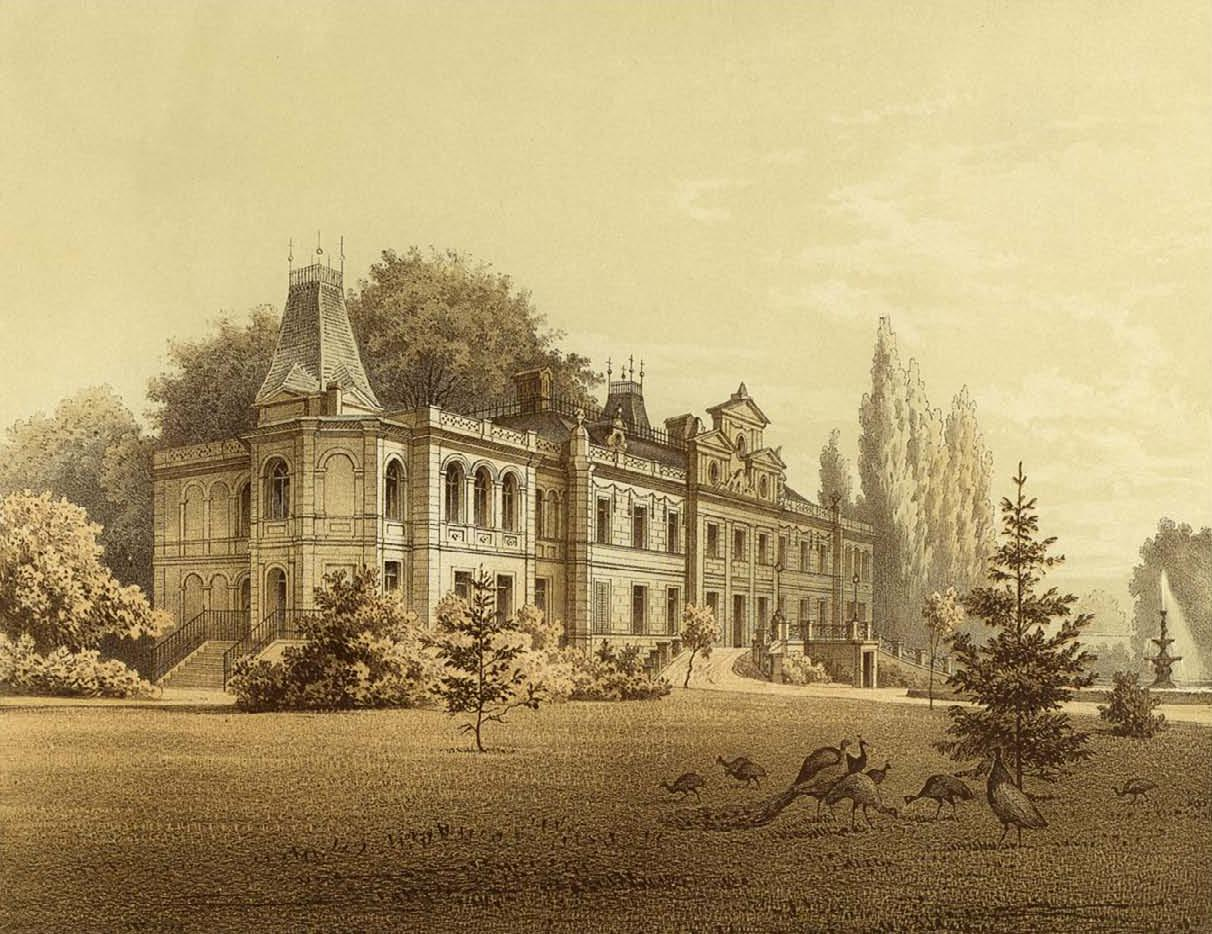
Pałac w 2. poł. XIX w.
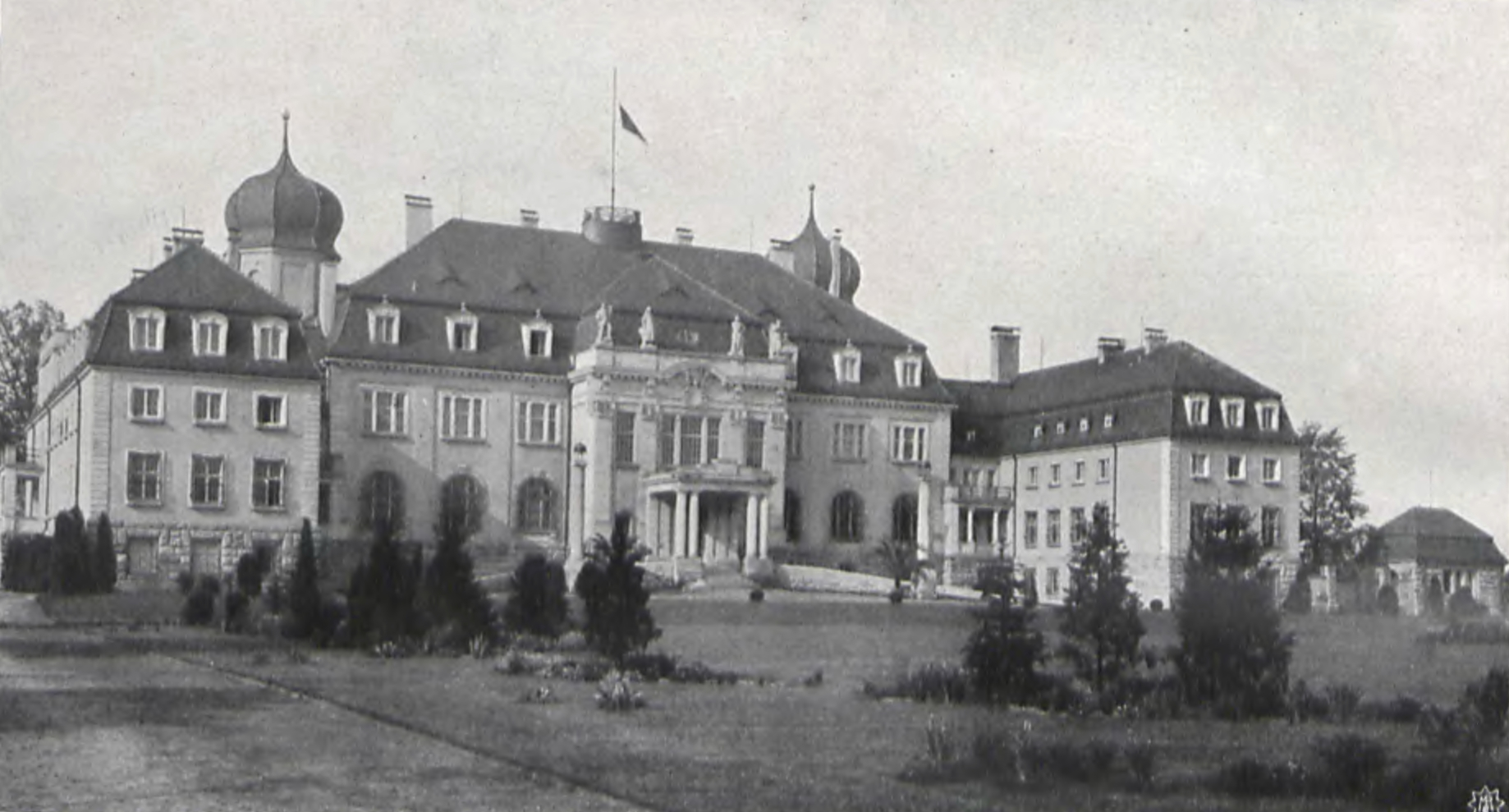
Pałac na pocz. XX w.
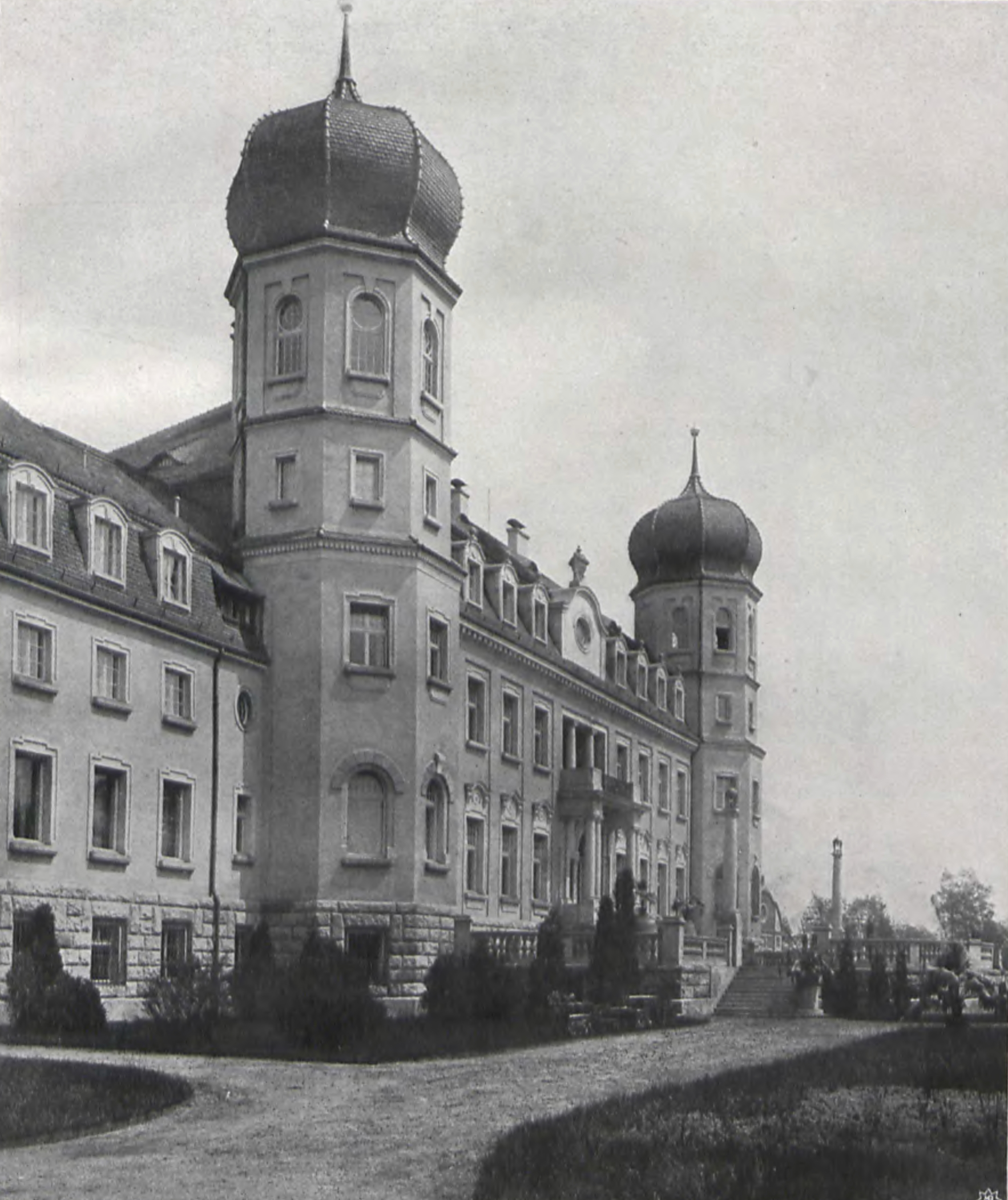
Pałac na pocz. XX w.
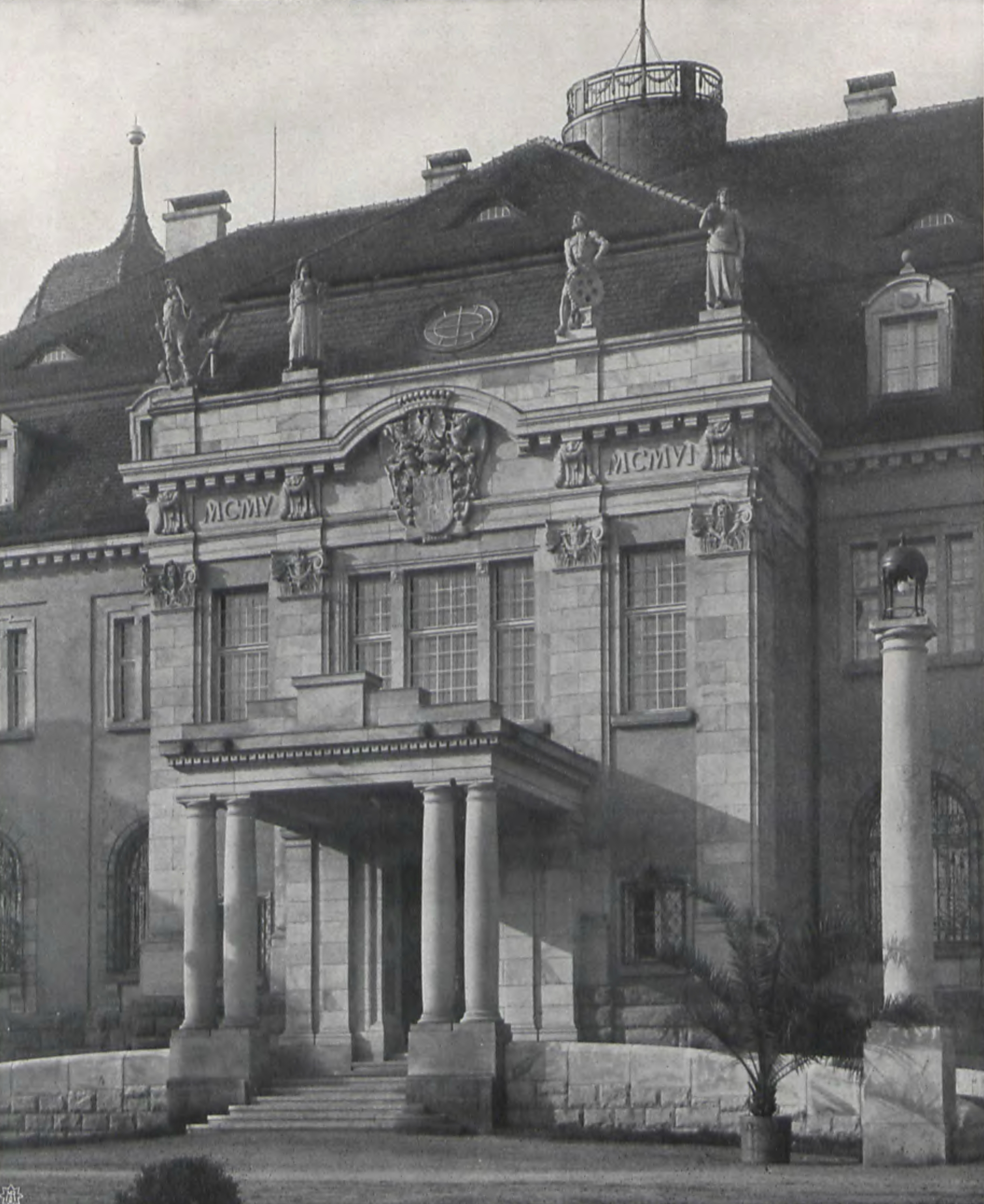
Pałac na pocz. XX w.
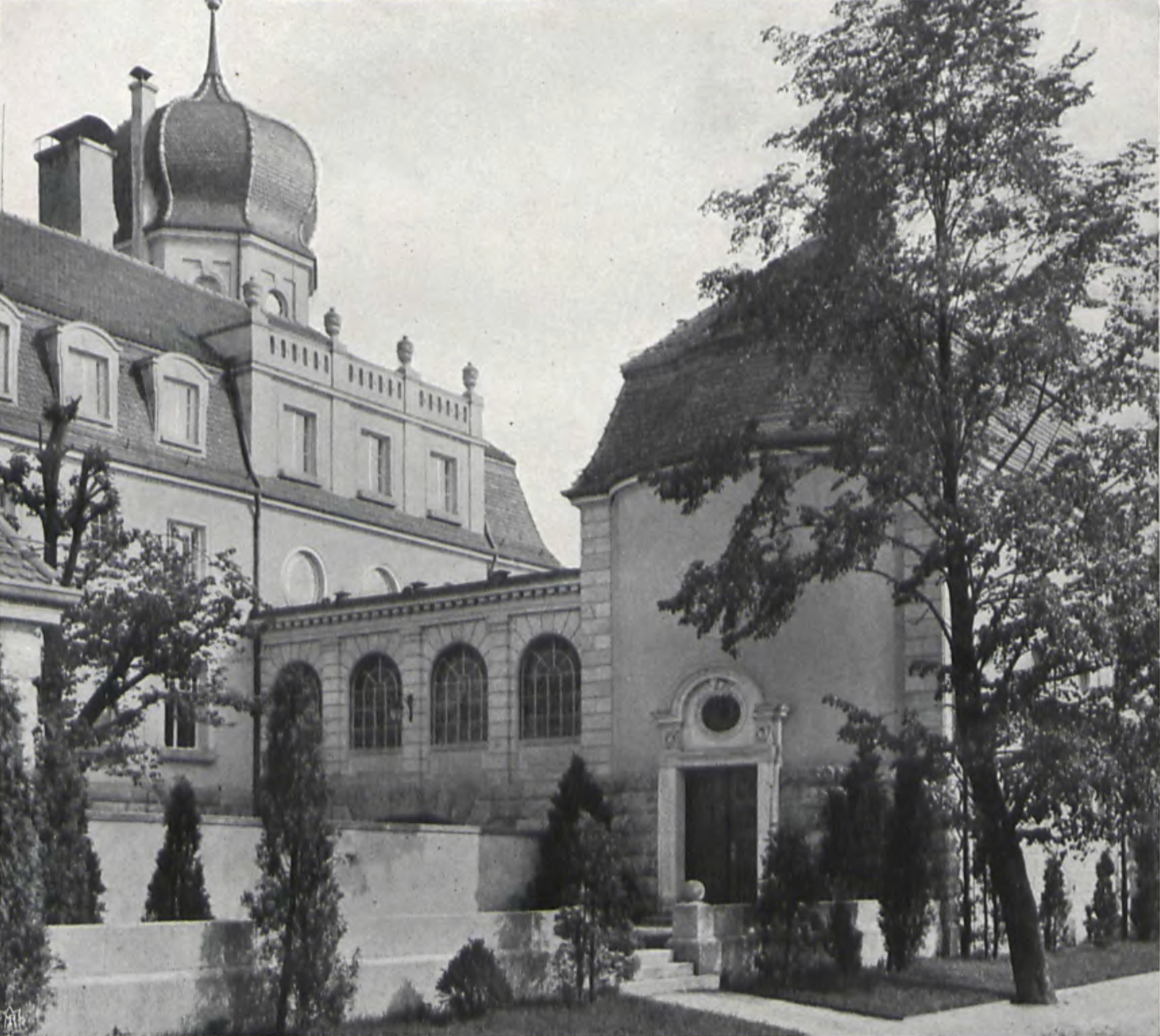
Kaplica pałacowa na pocz. XX w.
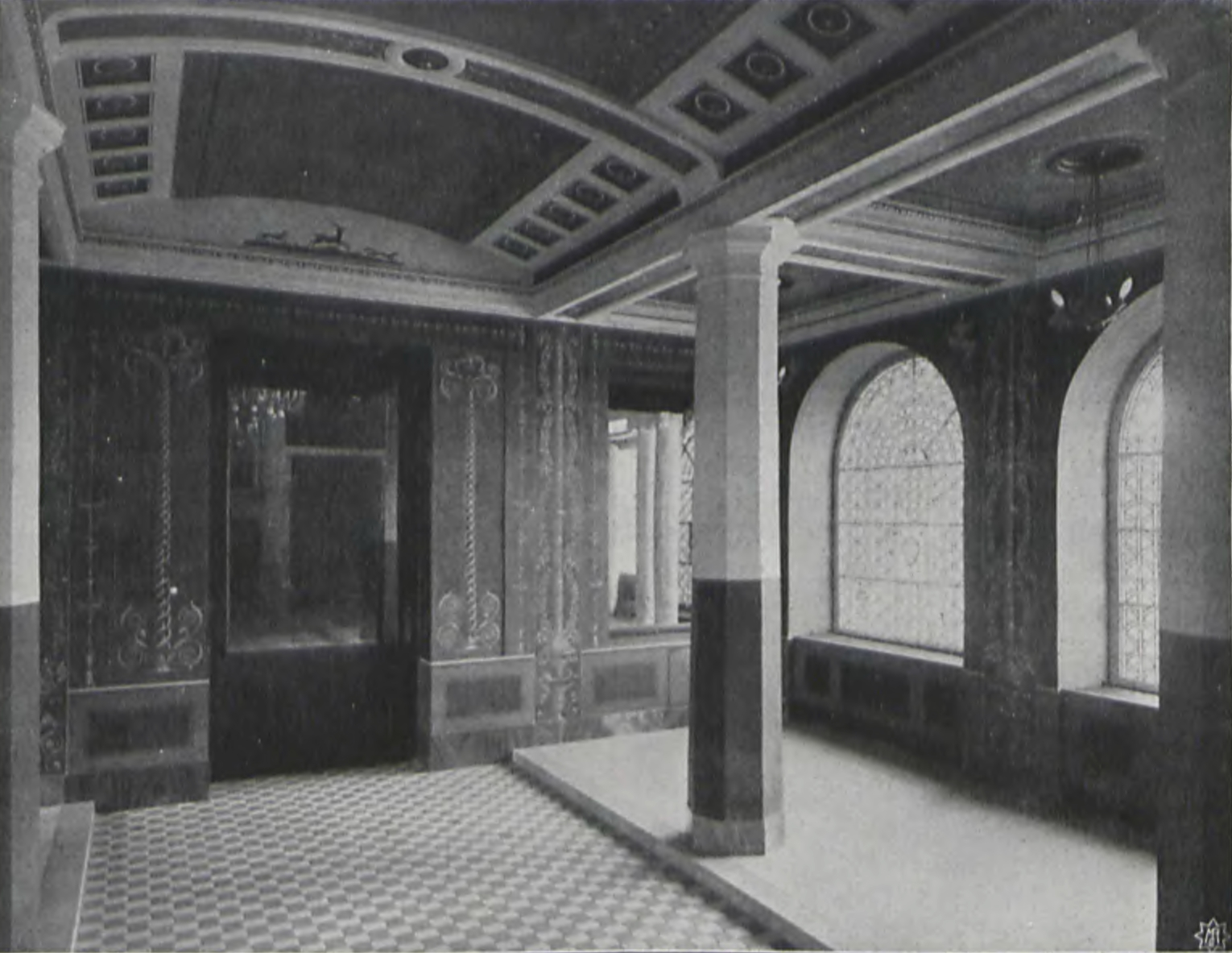
Wnętrze pałacu na pocz. XX w.
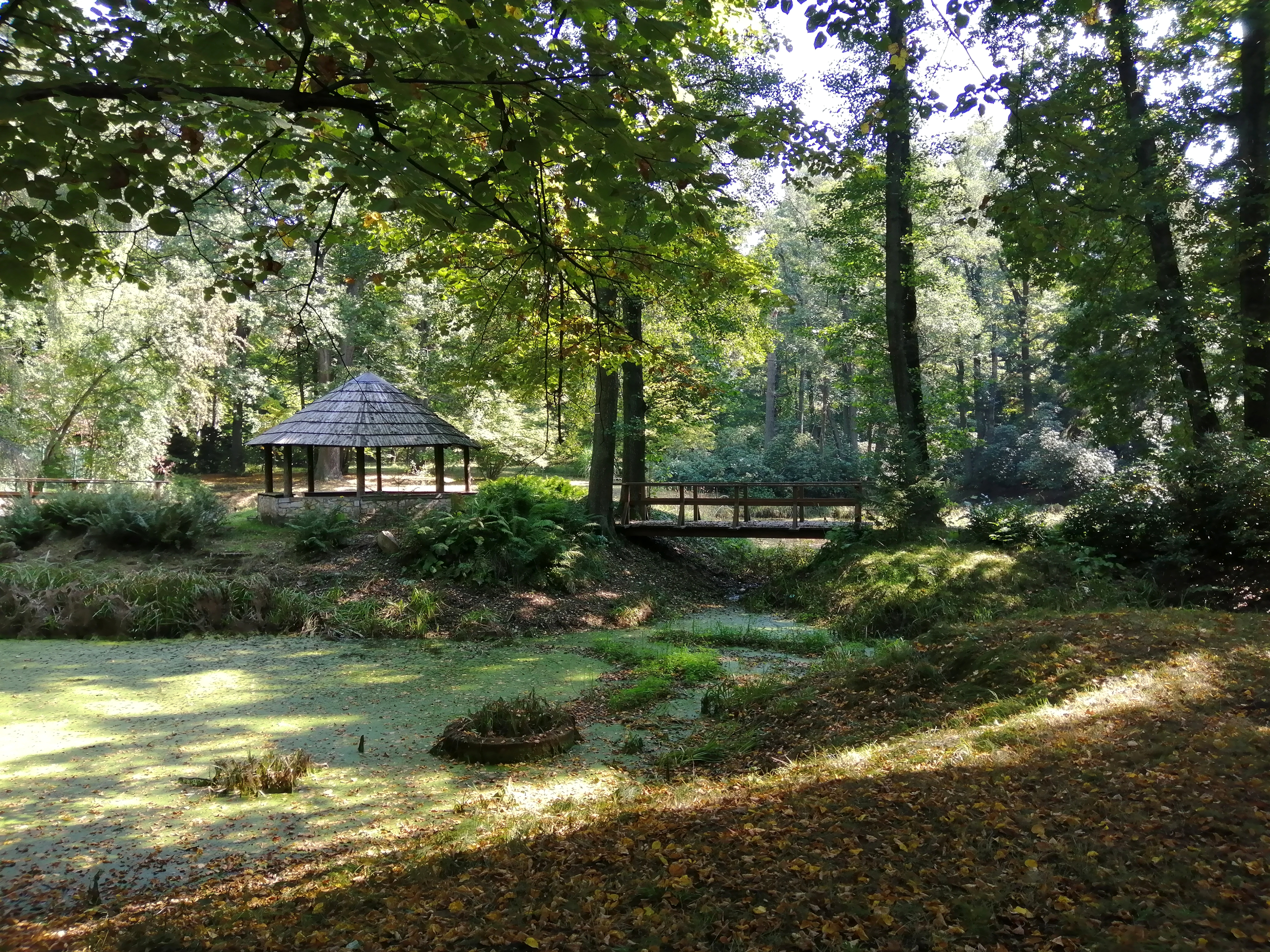
Park z ogrodem botanicznym
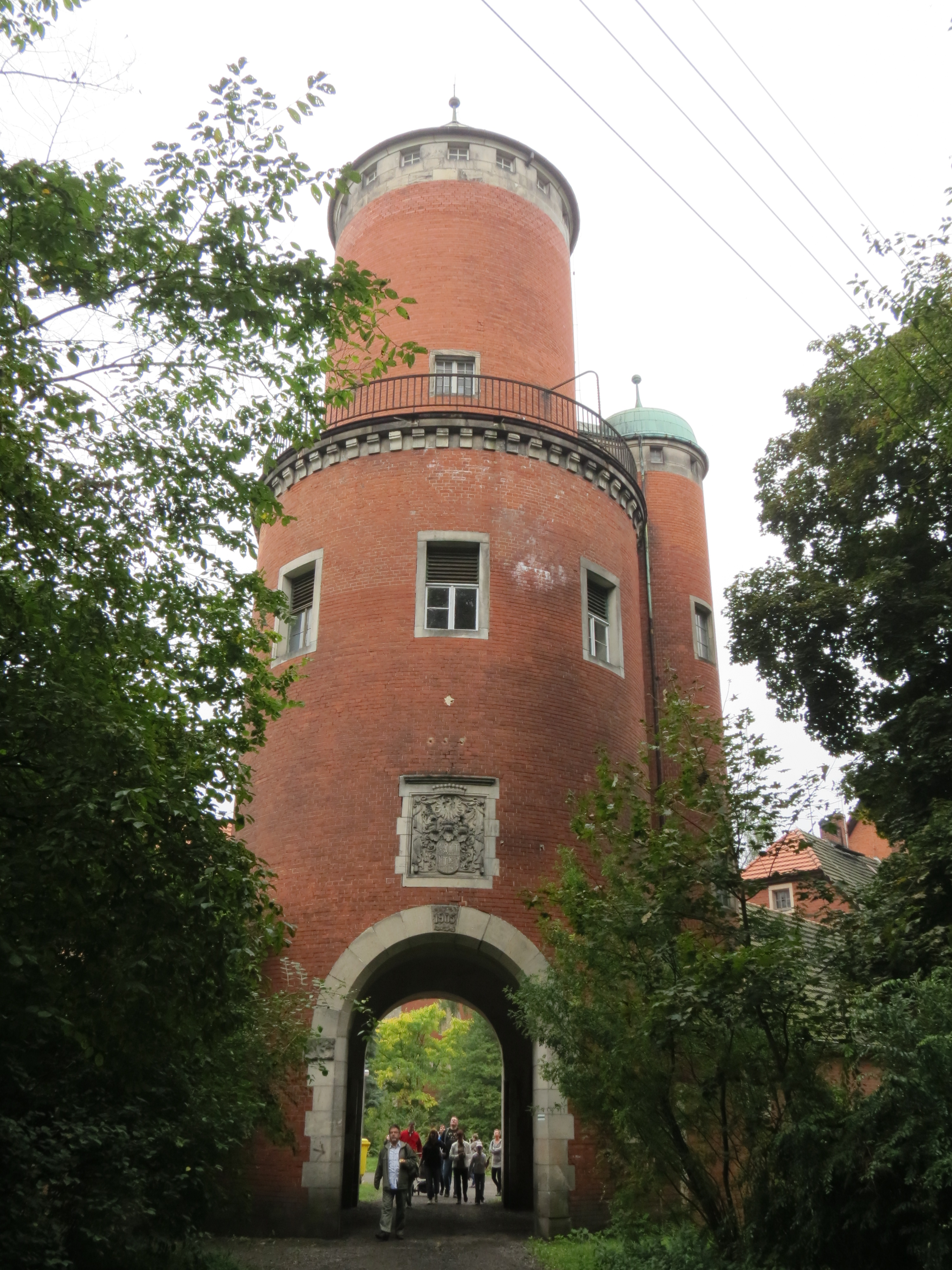
Wieża z herbem Henckel v. Donnersmarck
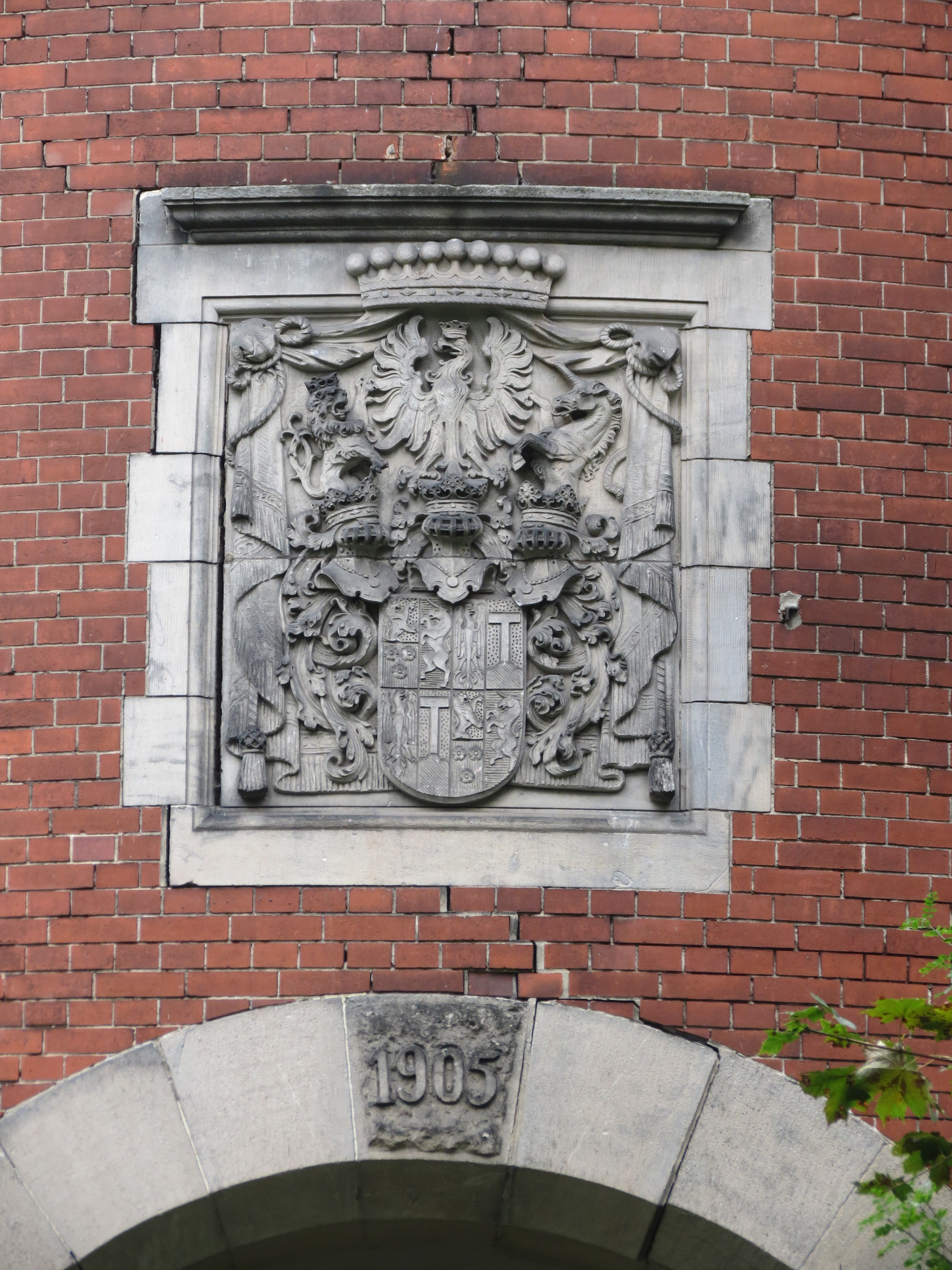
Na wieży herb Henckel v. Donnersmarck
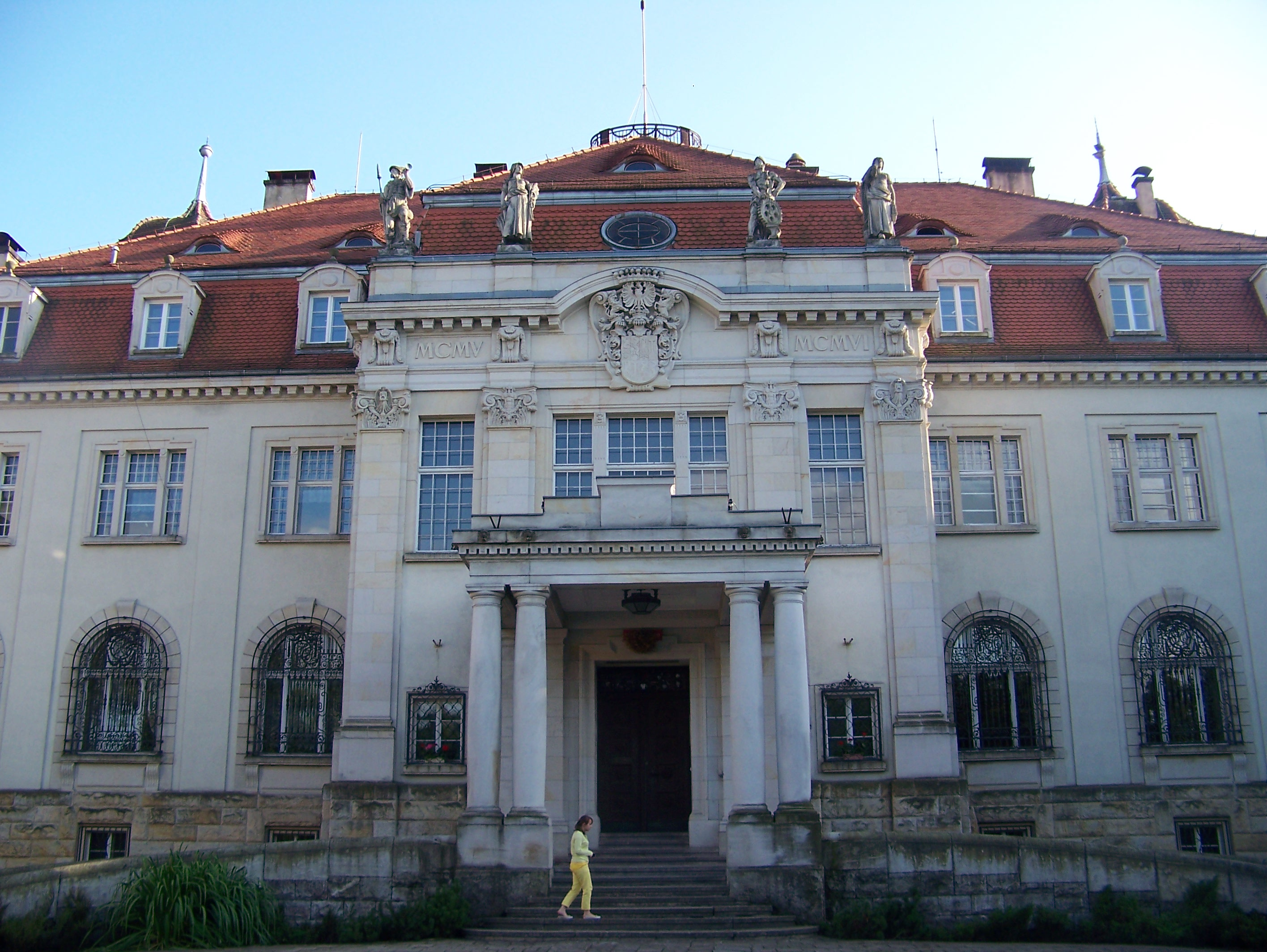
Ryzalit z herbem Henckel v. Donnersmarck
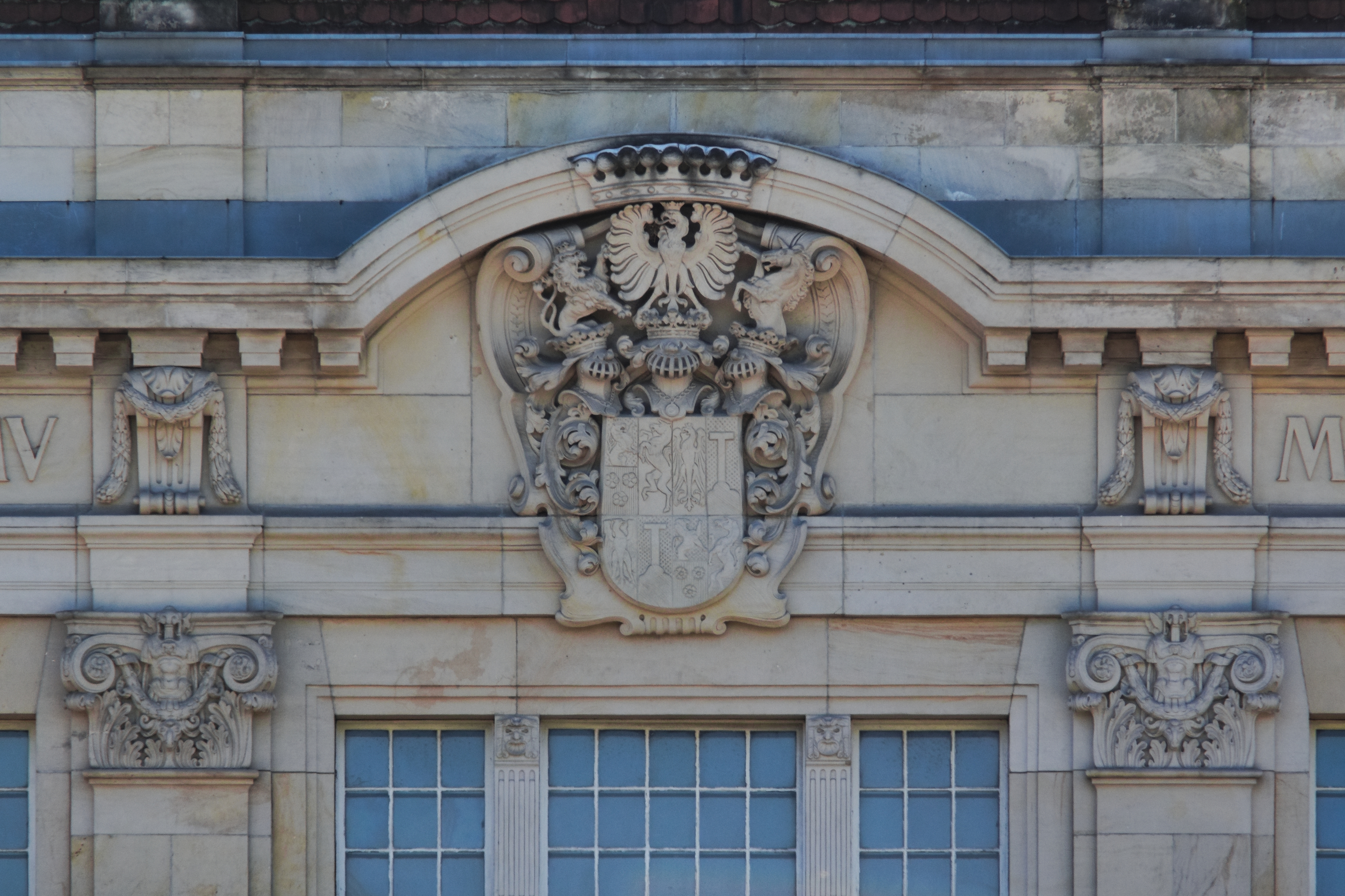
Herb Henckel von Donnersmarck
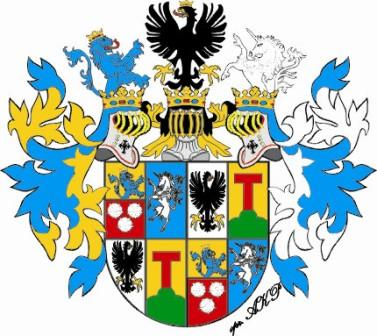
Herb Henckel von Donnersmarck

## Literatura
- A. Kuzio-Podrucki, Henckel von Donnersmarckowie. Kariera i fortuna rodu, Bytom 2003
- J. A. Krawczyk, A. Kuzio-Podrucki, Zamki Donnersmarcków, Radzionków 2002
- A. Kuzio-Podrucki, P. Nadolski, D. Woźnicki, Herbarz bytomski, Bytom 2003
- I. Kozina, Pałace i zamki na pruskim Górnym Śląsku w latach 1850 - 1914, Katowice 2001, s. 79 - 80.
- F. Zgodzaj, Rosenthalowie z Brynka, w: „Montes Tarnovicensis” nr 17/2005.